# Рецо
Рѐцо (на италиански: Rezzo; на лигурски: Ressu, Ресу) е село и община в Северна Италия, провинция Империя, регион Лигурия. Разположено е на 563 m надморска височина. Населението на общината е 371 души (към 2011 г.).